# Песача (река)
Песача је река, десна притока Дунава, дужине 6,8km и површине слива 7,8km². Извире на 600 м.н.в на северним падинама планине Шомрде, тече у правцу југозапад—североисток и улива се у Дунав у клисури Госпођин вир.
Слив реке се налази у НП Ђердап, између сливова реке Кожице и Бољетинске реке. У доњем делу слива тече кањонском долином између Соколовца и Чока Њалте.